# 木曜日
木曜日（もくようび）または木曜（もくよう）は、水曜日と金曜日の間にある週の1日。

## 各言語での名称
日本語や朝鮮語、またロマンス諸語の名称（フランス語のJeudiなど）は、七曜のひとつである木の日（緑）と木星（Jupiter）の日にちなむ。
英語のThursdayは、北欧神話の神トール（ソー）からきている。
ベトナム語では第5を意味する「thứ năm」が木曜日の意味にも使われるが、中国語では「星期四」もしくは「礼拜四」という。

## 日本

### 花モク
休日の前日である金曜日よりも、その前日の木曜日の方が店などが空いているということで、「花の金曜日」にならって「花の木曜日」（花モク）と呼ばれたことがあった。「花モク」は1988年の流行語大賞銀賞を受賞している。受賞者は、いち早く木曜日定休を止めたデパート・松屋だった。

### 発売日

#### ゲームソフト
家庭用ゲームソフトは木曜日に発売することがほとんどである。これは、ROMカセットの時代には短期間での増産が困難であったが、CD-ROMなどの光ディスク媒体への移行により増産が容易となり、このような商習慣が定着した。慣例にならってかニンテンドーDSなどのROMカセット商品も木曜日発売であることがほとんどである。

#### 雑誌
週刊漫画誌では週刊少年チャンピオン、週刊モーニング、ヤングジャンプの3誌が発売日である。その他の週刊誌では女性セブン、週刊文春、週刊新潮、週刊実話、週刊ファミ通が発売日である。

### 休業とする業種

#### 医療機関
開業医が運営する規模の小さい医療機関（医院・診療所）では木曜日を全日ないしは午後から休診にしたりするところがある。
これは医療界特有の事情と兼ね合いで生じているものであり、激務の休憩に日曜以外に休みを週の半ばでとるためや土曜日に診察を行う関係上、振り替えで週休2日とするためと自治体や学校、保育園などの健診日や講演日、医師会での会合や所属している勉強会、学会など、医療関係の各種行事が木曜日に実施されることが多く、それらとの兼ね合いによるものである。実際のところ「多くの開業医が休みである為、人を集めやすい日｣として学会や勉強会の日程を取っていることもあるとされている。開業医の中には勤務医と兼務している人もいるため、木曜日の休診日を利用して大学病院などで外来を担当することもある。
銀行・役所・役場・郵便局のように法律で定めたり、美容室・理容室が組合や条例で定休日を定めているように医療機関も医師会や条例で休診日を定めているという説もあるが、これは俗説である。また、行政は医療機関に直接関与するようなことはしていないし、医師会は任意加入団体なので加入するか否かは医療機関の自由であり、医師会や行政にそのような権限はなく、休診日や診療時間の設定は医療機関の権限で自由裁量に設定できるため、明確な決まりや制限があるわけではないので全ての医療機関が一律で木曜日に休診日を指定しているわけではないが（木曜・日曜以外では水曜日が多い）、これらとの兼ね合いもあり、医療機関側の権限で自由裁量に設定したくても必然的に木曜日にせざるを得ないからとも言われる。

#### サービス業
クリーニング店では木曜日を定休日にするところがある。これは土日が休日であるため、持ち込むことが多く、出してから中2日がクリーニングの返却の目安であるため、水曜日に仕上がり、返却できる状態なるため、日曜日に持ち込まれたものを返却できるように水曜日を営業し、木曜日を定休日としているためである。クリーニング技術が進歩した現在では、午前中に持ち込んで夕方に仕上がる即日仕上げもあるため、事情は変化している。
生花店は木曜日を定休日にするところがある。これは市場が休みという理由によるものである。

## 日本国外
1929年10月24日のニューヨーク株式市場（ウォール街）での株価暴落を暗黒の木曜日（ブラックサーズデー）と呼ぶ。

## 木曜日に関する作品
- 映画
  - 『木曜日の子供たち』（1954年、米国）
  - 木曜日 (映画)
  - 『木曜組曲』（2001年、日本）
- 楽曲
  - 「木曜日の女」（歌：チャン・スー、作詞：田久保真見、作曲：田尾将実）
  - 「木曜の夜」（歌：中島みゆき、作詞・作曲：中島みゆき）
  - 「木曜日、見舞いにいく」（歌：スガシカオ、作詞・作曲：スガシカオ）
- 小説
  - 『木曜日の男』（著者：G.K.チェスタトン）
  - 『猫泥棒と木曜日のキッチン』（著者：橋本紡）
- テレビ番組
（以下TBS系）
  - 『木曜座』（一部毎日放送制作）
  - 『木曜日の食卓』（1991年10月 - 12月 主演：篠ひろ子、古谷一行）
  - 『スパモク!!』
  - 『木曜ドラマ9』→『木曜ドラマ劇場』（以上、TBS制作）

（以下日本テレビ系）
  - 『木曜スペシャル』
  - 『モクスペ』（以上、日本テレビ制作）
  - 『木曜ゴールデンドラマ』
  - 『木曜ナイトドラマ』
  - 『木曜ミステリーシアター』
  - 『木曜ドラマ（読売テレビ版）』（以上、読売テレビ制作）

（以下フジテレビ系）
  - 『木曜劇場』
  - 『木曜ドラマストリート』
  - 『木曜ファミリーランド』
  - 『強力!木スペ120分』

（以下テレビ朝日系）
  - 『木曜時代劇（テレビ朝日版）』
  - 『木曜ミステリー』
  - 『木曜ドラマ（テレビ朝日版）』（以上、テレビ朝日制作）

（以下テレビ東京系）
  - 『木曜洋画劇場』
  - 『木曜8時のコンサート〜名曲!にっぽんの歌〜』
  - 『有吉木曜バラエティ』（以上、テレビ東京制作）

（以下NHK）
  - 『木曜時代劇（NHK版）』

## 記号
| 記号 | Unicode | JIS X 0213 | 文字参照          | 名称                                        |
| ---- | ------- | ---------- | ----------------- | ------------------------------------------- |
| ㈭   | U+322D  | -          | &#x322D; &#12845; | 全角括弧付き木 PARENTHESIZED IDEOGRAPH WOOD |
| ㊍   | U+328D  | -          | &#x328D; &#12941; | 丸木 CIRCLED IDEOGRAPH WOOD                 |